# Teriery w typie bull

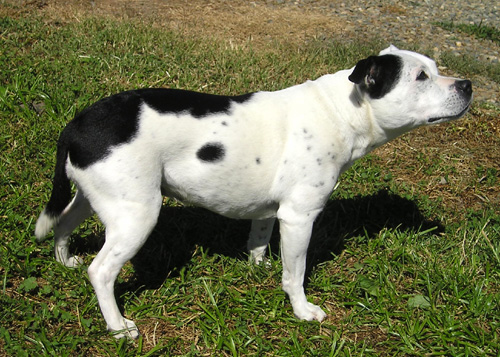
Staffordshire bull terrier

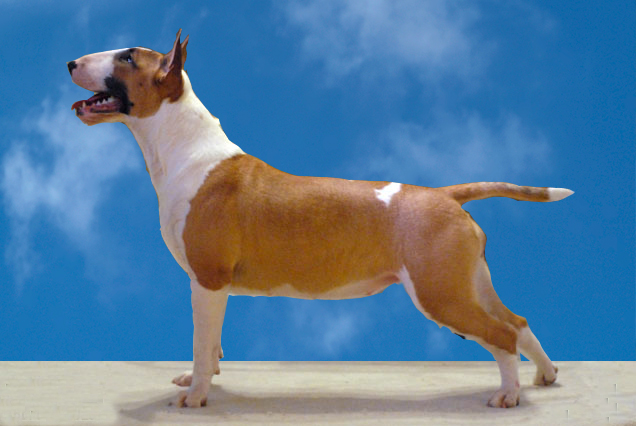
Suka bulteriera

Teriery w typie bull (TwTB) w klasyfikacji FCI – typ psów zaklasyfikowanych przez Międzynarodową Federację Kynologiczną (FCI) jako sekcja w grupie terierów.
Rasy wchodzące w skład grupy TwTB:
- american staffordshire terrier (amerykański staffordshire terier, amstaff)
- bulterier
- bulterier miniaturowy
- staffordshire bull terrier (angielski staffordshire bull terrier, staffik)

Pozostałe rasy terierów w typie bull nie zostały zarejestrowane w FCI:
- american bully (ADBA, ABKC, UKC)
- american pit bull terrier (ADBA, UKC)
- blue paul terrier/scottish bull terrier
- blue staffordshire bull terrier (według AKC jako staffordshire bull terrier)
- irish staffordshire bull terrier (KC)